# Gordana Jovanović
Gordana Jovanović, serb. Гордана Јовановић (ur. 29 stycznia 1940 w Despotovacu) – paleoslawistka, historyczka języka polskiego, rusycystka, wykładowczyni, profesorka Uniwersytetu w Belgradzie i Uniwersytetu w Prisztinie.

## Życiorys
Ukończyła język i literaturę rosyjską oraz język i literaturę polską na Wydziale Filologicznym Uniwersytetu w Belgradzie. W 1969 na podstawie dysertacji Studia nad językiem „Pamiętników Janczara” uzyskała stopień doktora na Uniwersytecie Jagiellońskim. Przez kilka lat pracowała w Krakowie jako lektorka języka serbsko-chorwackiego. Po powrocie do Jugosławii podjęła pracę jako wykładowczyni w Katedrze Języka i Literatury Rosyjskiej Wydziału Filozoficznego Uniwersytetu w Prisztinie oraz w Instytucie Języka Serbsko-Chorwackiego Uniwersytetu w Belgradzie. Prowadziła wykłady z gramatyki historycznej języka polskiego, a od 1978 również z fonetyki i fonologii oraz morfologii współczesnej. Przeszła na emeryturę w 2005.

## Zainteresowania badawcze
Profesor Jovanović zajmuje się diachronią oraz onomastyką historyczną. Dzięki jej pracy ukazały się liczne zabytki piśmiennictwa historycznego, między innymi Miroslavljevo jevandjelje (Ewangelia księcia Mirosława), najstarsze dzieło staro-cerkiewno-słowiańskiej redakcji języka serbskiego.

## Wybrane publikacje
- Gordana Jovanović, Nikola Rodić: Miroslavljevo jevanđelje. Srpska akademija nauka i umetnosti. Belgrad 1986. OCLC: 836335519.
- Gordana Jovanović: Kultura i religija. Belgrad: Radnička štampa, 1981. OCLC: 833938340.
- Gordana Jovanović, Zdzisław Wagner: Srpskohrvatska čitanka. Kraków: Uniwersytet Jagielloński, 1972. OCLC: 832855279.